# I-400-Klasse
Die I-400- bzw. Sen-Toku-Klasse (japanisch 伊四〇〇型潜水艦 I-yonhyaku-gata sensuikan, deutsch ‚U-Boot-Typ I-400‘ bzw. 潜特型 sentoku-gata, deutsch ‚U-Boot-Spezialausführung‘) war eine Klasse von U-Kreuzern der Kaiserlich japanischen Marine aus dem Zweiten Weltkrieg. Die Boote der Klasse waren die größten je gebauten U-Boote mit konventionellem Antrieb. Neben der AM-Klasse war die Sen-Toku-Klasse die einzige, die mehrere Sturzkampfflugzeuge zum Einsatz bringen konnte.

## Geschichte

### Planung
U-Boote als Unterwasser-Flugzeugträger, die Flugzeuge mitführen konnten, wurden in Japan seit 1937 gebaut. Um auch das amerikanische Festland wirksam angreifen zu können, beschloss der japanische Admiralstab 1942, eine Flotte von großen Unterwasser-Flugzeugmutterschiffen zu bauen. Im Lastenheft standen die Fähigkeit, drei Flugzeuge mit entsprechender Bombenausrüstung und den notwendigsten Ersatzteilen (oder noch ein weiteres zerlegtes Flugzeug) zu transportieren sowie eine Reichweite von 70.000 km. Somit wären von Japan aus Einsätze überall auf der Welt möglich gewesen. Geplant waren Bombenattacken auf die Küstenstädte der Vereinigten Staaten (auch New York City und Washington, D.C.) und auf die Schleusen des Panamakanals. Die Zerstörung dieser Schleusen hätte zumindest teilweise ein Auslaufen des Gatúnsees bewirken und somit die amerikanische Verbindung zwischen Atlantik und Pazifik für Monate unterbrechen können, was den Japanern einen wesentlichen strategischen Vorteil verschafft hätte. Die erste Planung ging von 18 zu bauenden Einheiten aus. Das erste Boot dieser Serie bekam die Bezeichnung I-400 und begründete somit die nach ihm benannte Klasse.

### Konzeption

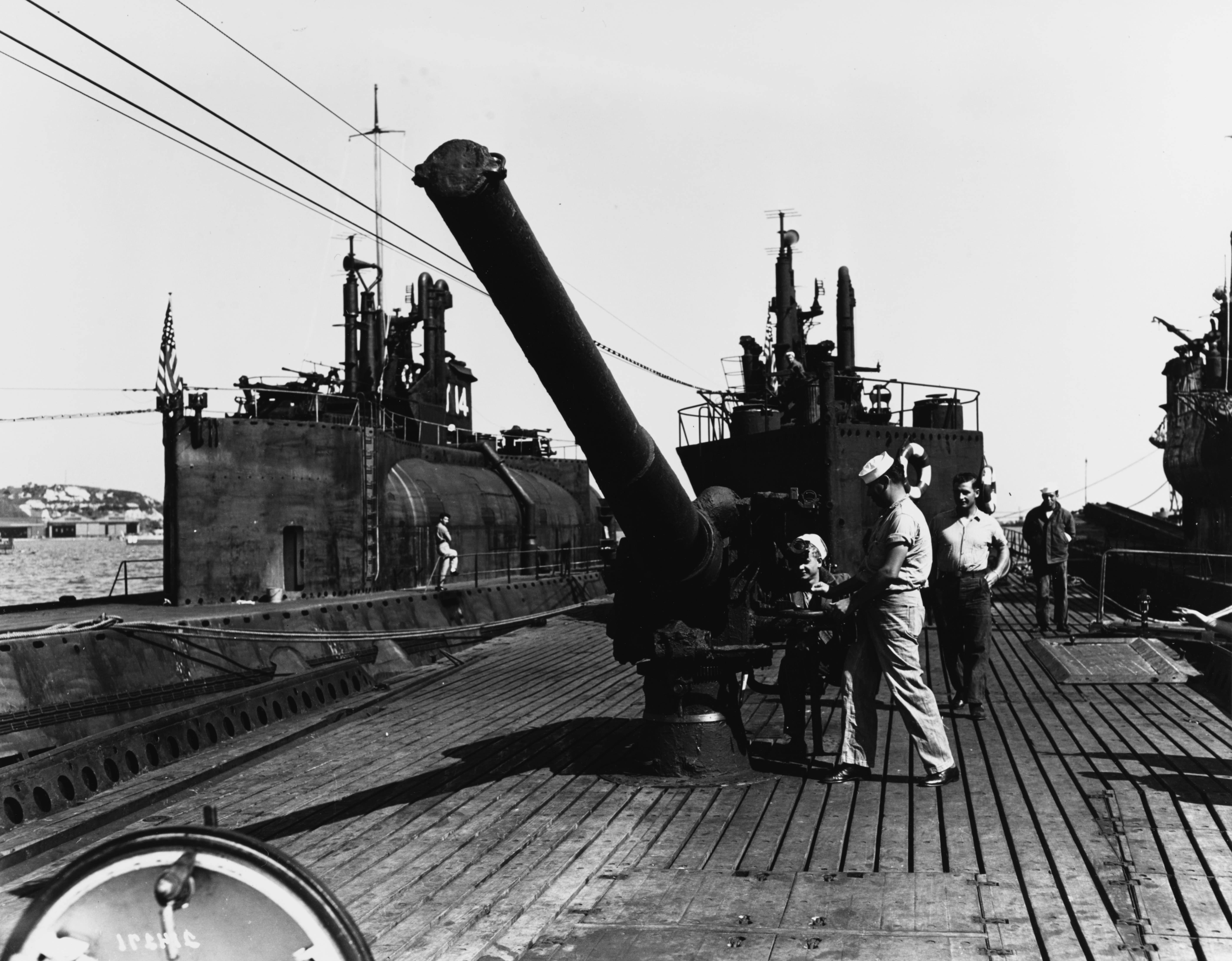
Deckgeschütz

Der 100 m lange Druckkörper bestand aus zwei nebeneinander angeordneten zusammengeschweißten 2/3-Rohren, die sich zu den Enden hin in einteilige konische Stümpfe verjüngten. Die Schotten waren mit runden Durchlässen abgeriegelt. Um den Druckkörper herum wurden dann die Aufbauten angeordnet, der Schiffsrumpf, der Hangar und der Turm, die insgesamt etwas asymmetrisch ausfielen. Mit diesem Design stand genug Raum zur Verfügung, ohne das Boot zu lang und zu tief werden zu lassen, was die Manövrierbarkeit ungünstig beeinflusst hätte. Im Bug befanden sich zwei übereinander liegende Torpedoräume mit je vier Torpedoausstoßrohren und zehn Torpedos, im Heck zwei Maschinenräume mit je zwei Diesel- und einem Elektromotor für den Antrieb der Propeller. In der Rumpfmitte befanden sich die Kommandozentrale, die Kombüse, ein Raum mit Hilfsaggregaten und eine Werkstatt für die Wartung der Flugzeugmotoren, dahinter die Mannschaftsräume. Die Vorräte an Lebensmitteln sollten viermonatige Missionen ermöglichen.
Der Turm war mit dem Druckkörper mit einem 7,6 m tiefen Schacht verbunden. Die Ausguckmannschaft musste dann bei einem Tauchalarm binnen 56 Sekunden den Turm räumen und die Luke schließen. Zum Abfangen der herunterstürzenden Matrosen lag im Kontrollraum unter dem Schacht ein 90 cm dickes Kissen bereit. Auf dem Turm war eine Flak Kaliber 25 mm installiert. Außerdem befanden sich dort die üblichen optischen Einrichtungen (Periskope aus deutscher Produktion) und ein Schnorchel für dauerhafte Tauchfahrt. Die Radarausrüstung war auf dem neuesten Stand der japanischen Marine und bestand aus der U-Boot-Variante des Luftsuchradars Typ 13 mit verkleinerter Antenne, dem Seesuchradar Typ 22 in der Ausführung mit gemeinsamen Sende- und Empfangshorn und dem Passivsystem E-27 einschließlich Richtungsfinder.

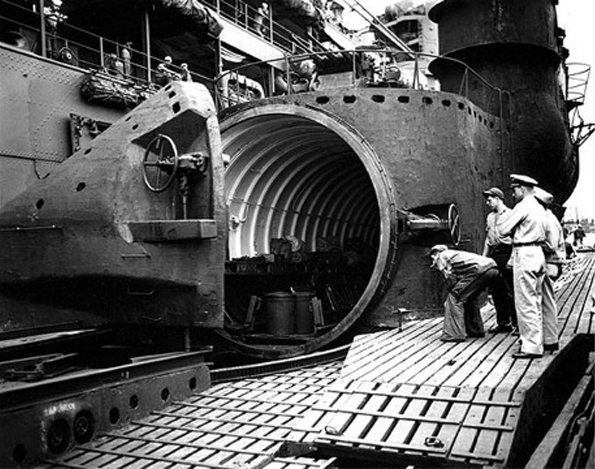
Hangar

Der Hangar war ein auf dem Deck angebauter autonomer zylindrischer Druckkörper, 35 m lang, 3,6 m Durchmesser. Vier Lufttorpedos und 15 Bomben konnten mitgeführt werden. Auf dem Hangar waren drei Flak-Drillinge Kaliber 25 mm angebracht. Vor dem Hangar befand sich ein mit Druckluft betriebenes Katapult zum Starten der Flugzeuge und ein aufstellbarer Kran. Auf dem Achterdeck stand hinter dem Hangar eine 140-mm-Kanone. Die Aufbauten und Teile des Rumpfes waren mit einer elastischen Gummischicht überzogen, welche offenbar dazu vorgesehen war, die Reflexionen von Geräuschen zu dämmen.
Als Hauptbewaffnung wurden drei Bomber Aichi M6A1 Seiran mit demontierbaren Tragflächen vorgesehen, die bis zu 900 kg Bomben oder einen 800-kg-Lufttorpedo Kaliber 450 mm tragen und nach beendetem Einsatz auf dem Wasser landen konnten. Alle drei Flugzeuge konnten binnen 45 Minuten nach dem Auftauchen zusammengebaut, betankt, munitioniert und in die Luft gebracht werden.
Die nominelle Besatzung betrug 144 bis 157 Mann, es konnten aber bei Einsätzen auch über 200 sein. Da nicht genügend Kojen vorhanden waren, schliefen viele Matrosen auf Matten, wo gerade Platz war. Die sanitären Einrichtungen waren äußerst einfach.
Bei Testfahrten wurde eine maximale Geschwindigkeit von 24 Knoten erreicht. Das Fahrverhalten der aufgetauchten Boote im Sturm wurde ausdrücklich gelobt.

### Bau
Insgesamt wurden fünf Boote auf Kiel gelegt. I-400 und I-404 auf der Kure Kaigun Kosho (Marinewerft Kure), I-401 und I-402 auf der Sasebo Kaigun Kosho (Marinewerft Sasebo) und I-405 in Kōbe auf der Werft von Mitsubishi. Die Bauarbeiten verzögerten sich durch Angriffe amerikanischer Flugzeuge, bei denen es zu mehreren Beschädigungen der Boote kam. In Dienst gestellt wurden schließlich nur I-400, I-401 und I-402, das zuletzt zum Tanker umgebaut wurde, jedoch nicht mehr zum Einsatz kam.
Am 30. Dezember 1944 wurde I-400 der ersten U-Boot-Division der 6. Flotte zugeteilt, die noch aus I-401 und den kleineren U-Booten I-13 und I-14 (KAI-Ko-Gata-Klasse), die je zwei Flugzeuge tragen konnten, bestand. Anschließend begann das Geschwader mit den Kampfübungen westlich der japanischen Inseln.
Um weitermachen zu können, wurde Treibstoff benötigt, der aber Anfang 1945 in Japan knapp war. Deshalb führte die erste große Fahrt von I-400 Mitte April 1945 zur japanischen Marinebasis Dalian in China (Port Arthur), um Treibstoff für den weiteren Betrieb zu bunkern.

### Auftrag
Im Frühsommer 1945 war der Krieg so weit fortgeschritten, dass der Panama-Plan aufgegeben wurde. Am 12. Juni 1945 entschied die Admiralität, mit dem bestehenden Geschwader die große amerikanische Basis auf dem Ulithi-Atoll anzugreifen.
Der entsprechende Plan ARASHI (Gebirgssturm) wurde am 25. Juni 1945 (vier Tage nach dem Fall von Okinawa) aufgestellt: Demnach sollten I-13 und I-14 zusammen vier zerlegte Fernaufklärer-Flugzeuge vom Typ Nakajima C6N1 Saiun nach Truk transportieren, wo sie montiert werden sollten. Von Truk aus gestartet sollten diese Maschinen die Hauptziele (Flugzeugträger, Versammlungsplätze) erkunden und die Informationen an I-400 und I-401 übermitteln, die dann mit ihren sechs Seiran angreifen sollten. Der Angriff sollte in der Vollmondnacht des 17. August stattfinden (oder auch später, bis zum 25. August) und das Geschwader sollte dann zwecks neuer Versorgung nach Singapur fahren. Alle Boote würden eine Route über Hongkong wählen, wo I-13 und I-14 ihre vier Seiran aufnehmen sollten, und für I-400 und I-401 sechs Reservemaschinen vorhanden waren, da vorrangig Kamikaze-Selbstmordangriffe mit dem Verlust der ursprünglichen Flugzeuge geplant waren. Mitte Juli 1945 erhielten die Boote die notwendige Ausrüstung, Proviant für drei Monate, die Flugzeuge amerikanische Hoheitszeichen und die Besatzungen der Flugzeuge die für Kamikaze-Piloten üblichen Ehrengaben.
Am 23. Juli 1945 liefen I-400 und I-401 von Ominato aus. Sie sollten am 14. August miteinander Funkverbindung aufnehmen und am 16. August bei der Insel Pohnpei (Karolinen) zusammentreffen. Bei der Funkübermittlung der Treffpunktkoordinaten traten jedoch Pannen auf, und der Kontakt kam nicht zustande, so dass der Angriffstermin verstrich. Erst am 18. August erreichte die Boote die Nachricht von der bereits am 15. August erfolgten Kapitulation Japans und der Befehl, die Operation abzubrechen und nach Kure zurückzukehren.

### Kapitulation und Übergabe
Am 26. August 1945 erhielten die Boote den Befehl, schwarze Kapitulationsflaggen zu hissen. Alle Flugzeuge, Munition sowie sonstige Waffen und wichtige Unterlagen wurden über Bord geworfen. Tags darauf wurde I-400 auf offenem Meer vor Tokio von einem 44 Mann starken amerikanischen Prisenkommando übernommen. Das gleiche Schicksal ereilte auch die anderen drei Boote. Auf I-401 erschoss sich der Befehlshaber des Geschwaders, Kapitän Ariizumi, in seiner Kabine. Am 2. September erfolgte die offizielle Übergabe an die US-Marine, am 15. September die Streichung aus dem japanischen Kriegsschiffsregister. Ende September wurden die Boote von amerikanischen Besatzungen nach Sasebo überführt. Von dort traten sie am 11. Dezember 1945 die Fahrt nach Pearl Harbor an. I-401 und I-14 standen dabei unter dem Kommando von Söhnen verdienter amerikanischer Admiräle.
Nach Zwischenstopps auf Guam, Eniwetok-Atoll und Kwajalein-Atoll kamen die Boote am 6. Januar 1946 in Pearl Harbor an. Im Februar wurden die Boote trockengelegt und untersucht. Im März wurde in Washington entschieden, die Boote zu versenken; man wollte sie nicht von der Sowjetunion untersuchen lassen, die formal noch alliiert war. Die Boote wurden als Ziele für neuartige elektrische Torpedos verwendet. I-402 wurde am 1. April 1946 bei den Gotō-Inseln versenkt, I-401 und I-400 am 31. Mai und 4. Juni bei Hawaii. I-405 und das zu 95 % fertige I-404 wurden verschrottet.
Erst am 10. November 1959 wurde mit der USS Triton ein größeres U-Boot durch die US-Marine in Dienst gestellt. Selbst die ab 30. Dezember 1959 in Dienst gestellte und mit 16 ballistischen Raketen bestückte George-Washington-Klasse wies eine geringere Unterwasserverdrängung auf.
Am 17. März 2005 wurde das Wrack von I-401 nahe Hawaii gefunden.
I-14 wurde 2009 von einer Suchexpedition des Hawaii Undersea Research Laboratory und der National Oceanic and Atmospheric Administration gefunden.
Das Wrack des Bootes der Klasse I-400 wurde im August 2013 von einer Expedition von Meeresforschern der Daily Mail zufällig auf der Suche nach anderen versunkenen Schiffen vor der Insel Oʻahu gefunden. Ebenfalls nahe der Küste Hawaiis wie sein Schwesterschiff I-401.